# 两河镇 (叙永县)
两河镇，是中华人民共和国四川省泸州市叙永县下辖的一个乡镇级行政单位。

## 行政区划
两河镇下辖以下地区：
两河社区、保丰村、镇国村、乐郎村、河营村、尖山村、鱼香坪村、双狮村、关坝村、天生桥村和太平山村。